# پرواز شماره ۲۲۲ ترانس آسیا ایرویز
پرواز شماره ۲۲۲ ترانس آسیا ایرویز (GE222/TNA222)یک پرواز برنامه‌ریزی شده داخلی از فرودگاه بین‌المللی گاوشیونگ بود که در تاریخ ۲۳ ژوئیه ۲۰۱۴ در شرایط نامساعد آب و هوائی حین تقرب به فرودگاه ماگونگ در جزیره پنگهو تایوان جهت نشستن بر باند فرودگاه بر روی تعدادی ساختمان سقوط کرد. این پرواز با ۵۴ مسافر و ۴ خدمه از اعضای شرکت ترانس آسیا به وسیلهٔ یک هواپیمای ای تی آر ۷۲ از نوع ۵۰۰ انجام می‌شد. از این سانحه تنها ۱۰ نفر نجات پیدا کردند. این حادثه توسط شورای ایمنی حمل و نقل هوایی تایوان تحت بررسی می‌باشد.

## حادثه
پرواز ۲۲۲ بنا به زمان‌بندی پرواز می‌بایستی در ساعت ۱۶:۰۰ به وقت محلی تایوان (08:00 UTC) فرودگاه بین‌المللی گاوشیونگ را ترک می‌کرد اما به دلیل شرایط نامساعد جوی، برخاستن از باند فرودگاه در ساعت ۱۷:۴۲ دقیقه انجام شد. در ساعت ۱۸:۱۱ دقیقه هواپیما در نزدیکی فرودگاه ماگونگ قرار داشت. به دلیل شرایط بد هوا، خدمه درخواست به تعویق انداختن تقرب تتا مساعد شدن وضعیت هوا را داشتند. اوضاع هوا ۴۰ دقیقه بعد مناسب تر اعلام شد. در حین نزدیک شدن به باند شماره ۲۰، هواپیما شروع به انحراف بطرف سمت چپ باند فرود و از دست دادن ارتفاع کرد. در ساعت ۱۹:۰۶ دقیقه خدمه پرواز اعلام کردند که قصد گردش به اطراف را دارند اما تنها ۹ ثانیه بعد، هواپیما بر روی دو خانه مسکونی در شهر هوکشی سقوط کرد.
در سانحه سقوط و آتشسوزی ساختمانها ۴۸ نفر از اعضا این پرواز کشته شدند و ۵ نفر نیز از ساکنان ساختمان‌های مسکونی صدمه دیدند.

## هواپیما
این هواپیما یک ای تی آر ۷۲ نوع ۵۰۰ به شماره ثبت B-22810, MSN 642 بود. اولین پرواز آن در تاریخ: ۱۴ ژوئن ۲۰۰۰ و تحویل آن به شرکت ترانس آسیا در تاریخ: ۲۰ ژوئیه ۲۰۰۰ انجام شده بود. نیروی پیشرانش این هواپیما به وسیلهٔ دو موتور پرت اند ویتنی ساخت کانادا مدل PW127F تأمین می‌شد.

## خدمه پرواز و مسافرین
۵۴ مسافر (که ۴ نفر آن‌ها خردسال) و ۴ خدمه در این پرواز حضور داشتند. این پرواز را دو خلبان مجرب با مشخصات و سوابق زیر هدایت میکردند
- کاپیتان: لی ایلیانگ (به زبان چینی: 李義良) با ۶۰ سال سن و سابقه ۲۲٬۹۹۴ ساعت پرواز خلبان با تجربه نیروی هوایی تایوان
- کمک خلبان: چیانگ کوان-هسینگ ۳۹ ساله با سابقه ۲٬۳۹۲ ساعت پرواز [۹]

| ملیت   | مسافران | خدمه | جمع |
| ------ | ------- | ---- | --- |
| تایوان | ۴۲      | ۴    | ۴۶  |
| فرانسه | ۲       | -    | ۲   |
| جمع    | ۴۴      | ۴    | ۴۸  |